# Softtek
Softtek é uma consultoria multinacional mexicana que desde 1982 atua no mercado de tecnologia da informação. No portifólio inclui soluções de Suporte e Manutenção de Aplicações (AMS); Desenvolvimento de Sistemas (nos Centros Globais de Desenvolvimento); Consultoria de Negócios; Implantação e Migração de SAP; Soluções de Business Intelligence / Data Warehouse; Soluções de Outsourcing e Qualidade de dados.
Dispõe também de uma divisão para a distribuição de software de parceiros como Cognos e Informatica, ambos reconhecidos como líderes em seus respectivos segmentos. Presente no México, EUA, Espanha, Brasil, Colômbia, Chile, Argentina, Peru, Venezuela e Porto Rico, a Softtek conta com uma equipe de mais de 3.500 profissionais.

## Operação no Brasil
No Brasil há mais de 11 anos, a Softtek conta com cerca de 1.000 colaboradores no país, distribuídos entre São Paulo, Rio de Janeiro, Brasília, Porto Alegre, Recife, Belo Horizonte e Fortaleza, para atender mais de 200 grandes empresas.

## Reconhecimentos
A Softtek foi eleita pela revista Exame, por 5 anos consecutivos (2001 a 2005) uma das melhores empresas para se trabalhar, e escolhida 8 vezes pelos próprios clientes SAP para receber o prêmio Awards of Execellence, pela qualidade de seus serviços prestados.

## Controvérsia
Em 31 de maio de 2020, o desenvolvedor de softwares Emerson Osasco - funcionário terceirizado da unidade brasileira da Softtek, ficou conhecido por seu protesto com os punhos cerrados, gesto comum nos movimentos pelos direitos civis negros, em frente a um grupo de manifestantes que ostentavam uma bandeira do grupo ucraniano de extrema-direita Setor Direito. No dia seguinte à repercussão, Emerson teria sido demitido. Sobre o caso, Emerson Osaco disse ao portal UOL ""Ao invés de assumir seu erro, a empresa reproduz uma lógica histórica de distorcer a realidade e tenta me colocar na condição de mentiroso".. Em nota, a Softtek informou que "condena energicamente qualquer ação de intolerância ou preconceito que se relacione a raças, gênero ou preferências políticas"